# Кылыч, Арда
Яакуп Арда Кылыч (тур. Yakup Arda Kılıç; род. 4 января 2005, Ускюдар, Стамбул) — турецкий футболист, вингер клуба «Бешикташ».

## Клубная карьера
Кылыч — воспитанник клуба «Бешикташ». На игру Лиги конференций против норвежского «Будё-Глимт» игрок попал в заявку основной команды. 30 октября 2023 года в матче против «Газиантепа» он дебютировал в турецкой Суперлиге.